# Упрун
Упрун (рос. Упрун) — селище залізничної станції у Увельському районі Челябінської області Російської Федерації.
Входить до складу муніципального утворення Увельське сільське поселення. Населення становить 120 осіб (2010).
За 5,5 км на північний захід розташований однойменний аеродром ВПС Росії в селищі Упрун, що входить до складу Увельського.

## Історія
Від 1924 року належить до Увельського району Челябінської області.
Згідно із законом від 17 вересня 2004 року органом місцевого самоврядування є Увельське сільське поселення.

## Населення
| 2002 | 2010 |
| ---- | ---- |
| 158  | ↘120 |